# Saurenchelys cancrivora
Saurenchelys cancrivora is een straalvinnige vissensoort uit de familie van toveralen (Nettastomatidae). De wetenschappelijke naam van de soort is voor het eerst geldig gepubliceerd in 1864 door Peters.